# Тинн, Томас, 1-й виконт Уэймут
Томас Тинн, 1-й виконт Уэймут (англ. Thomas Thynne, 1st Viscount Weymouth; 1640 — 28 июля 1714) — британский дворянин и политик.

## Биография
Родился в 1640 году. Сын сэра Генри Фредерика Тинна (1615—1680) из Каус-Касла, Шропшир, и Кемпсфорда, Глостершир, и его жены Мэри Ковентри, дочери Томаса Ковентри, 1-го барона Ковентри из Эйлесборо (1578—1640). Он сменил своего отца на посту 2-го баронета (6 марта 1680) и женился на Фрэнсис, дочери Хениджа Финча, 3-го графа Уинчилси. Он происходил от первого сэра Джона Тинна (ок. 1515—1580) из Лонглит-хауса. Он получил образование в Кингстонской гимназии и поступил в Крайст-Черч, Оксфорд, 21 апреля 1657 года. Он был избран членом Королевского общества 23 ноября 1664 года.
Он занимал должность посланника в Швеции с ноября 1666 по апрель 1669 года.
Томас Тинн был заседал в Палате общин от Оксфордского университета в 1674—1679 годах и Тамворта в 1679—1681 годах. 6 марта 1680 года он унаследовал титул 2-го баронета Тинна из Кемпсфорда. Он был главным стюардом Тамворта с 1679 года, а также главным стюардом королевского города Саттон-Колдфилд с 1679 года до своей смерти.
Он был создан 1-м виконтом Уэймутом 11 декабря 1682 года со специальным правом наследования титула. Если бы у него не было наследников мужского пола среди его собственных потомков, титул унаследовали бы два его брата, Джеймс и Генри Фредерик. Он был создан 1-м бароном Тинном из Уорминстера 11 декабря 1682 года. 13 декабря 1688 года виконт Уэймут передал приглашение Вильгельму III, принцу Оранскому, в Хенли-на-Темзе, вместе с Томасом Гербертом, 8-м графом Пембруком, после бегства короля Англии Якова II во время Славной революции.
Томас Тинн занимал должность первого лорда торговли и иностранных плантаций с 30 мая 1702 по апрель 1707 года. Считается, что в этой роли виконт Уэймут представил сосну Лорда Уэймута (Pinus strobus) в 1705 году. Он широко посадил его в поместье в Лонглите. Сосна лорда Веймута была полезна для корабельных мачт тем, что росла высокой и стройной. Репутация Уэймута в связи с сосной сомнительна, так как название действительно происходит от исследователя Джорджа Уэймута, совершенно не связанного с этим, который впервые обнаружил эту сосну, растущую в колониальном штате Мэн. Все, что сделал Томас Тинн, — это организовал его импорт и поставил приставку «Лорд» перед Уэймутом в официальном названии дерева.
18 июня 1702 года Томас Тинн был назначен членом Тайного совета Англии. В мае 1707 года, во время образования нового Королевства Великобритании, виконт Уэймут был освобожден от должности тайного советника.
В 1707 году Томас Тинн основал гимназию для мальчиков в соседнем рыночном городке Уорминстер с 23 бесплатными местами для местных мальчиков. Первым Мастером был преподобный Р. Барри. Со временем это стало известно как школа лорда Веймута. В 1973 году эта школа объединилась со школой для девочек Святой Моники, чтобы стать школой Уорминстера, которая продолжается и по сей день. 1-го виконта помнят в Уорминстерской школе по названию пансиона, позже преобразованного в классные комнаты, в его честь. Между школой и его преемниками сохраняется прочная связь.
Томас Тинн занимал должность смотрителя леса Дина в 1712 году. 8 марта 1711 года он был вновь назначен членом Тайного совета Великобритании.
Уильям Легг, 1-й граф Дартмут, писал, что «лорд Уэймут был слабым, гордым человеком с огромным поместьем… Он был очень либерален по отношению к не присяжным заседателям, хотя всегда приносил присягу сам; из-за этого его дом постоянно был полон людей такого рода, которые оплакивали его как очень религиозного человека; что чрезвычайно радовало его, поскольку он всю жизнь притворялся, что так думают; чего товарищи его юности ни в коем случае не допустили бы».
У Томаса были свои приступы плохого самочувствия. На самом деле в 1667 году, когда он был убит подагрой, никто не ожидал, что он выздоровеет, хотя он и выздоровел. И в любом случае ему удалось пережить всех своих родственников мужского пола, как своего собственного, так и последующего поколения, оставив его, к сожалению, без внуков от мужского потомства. Семейная легенда гласит, что в последние годы жизни ему дважды предлагали графский титул. По семейным обстоятельствам, требующимся для прохождения по мужской линии от сэра Джона Тинна, он действительно не считал, что есть смысл накапливать какие-либо дополнительные почести. Он был более склонен предполагать, что вся линия скоро вымрет или будет слишком отдалена по кровным узам, чтобы он беспокоился. У него было четверо сыновей, в том числе Генри Тинн (1675—1708), все они умерли раньше него.

## Лонглит-хаус и семья Тиннов

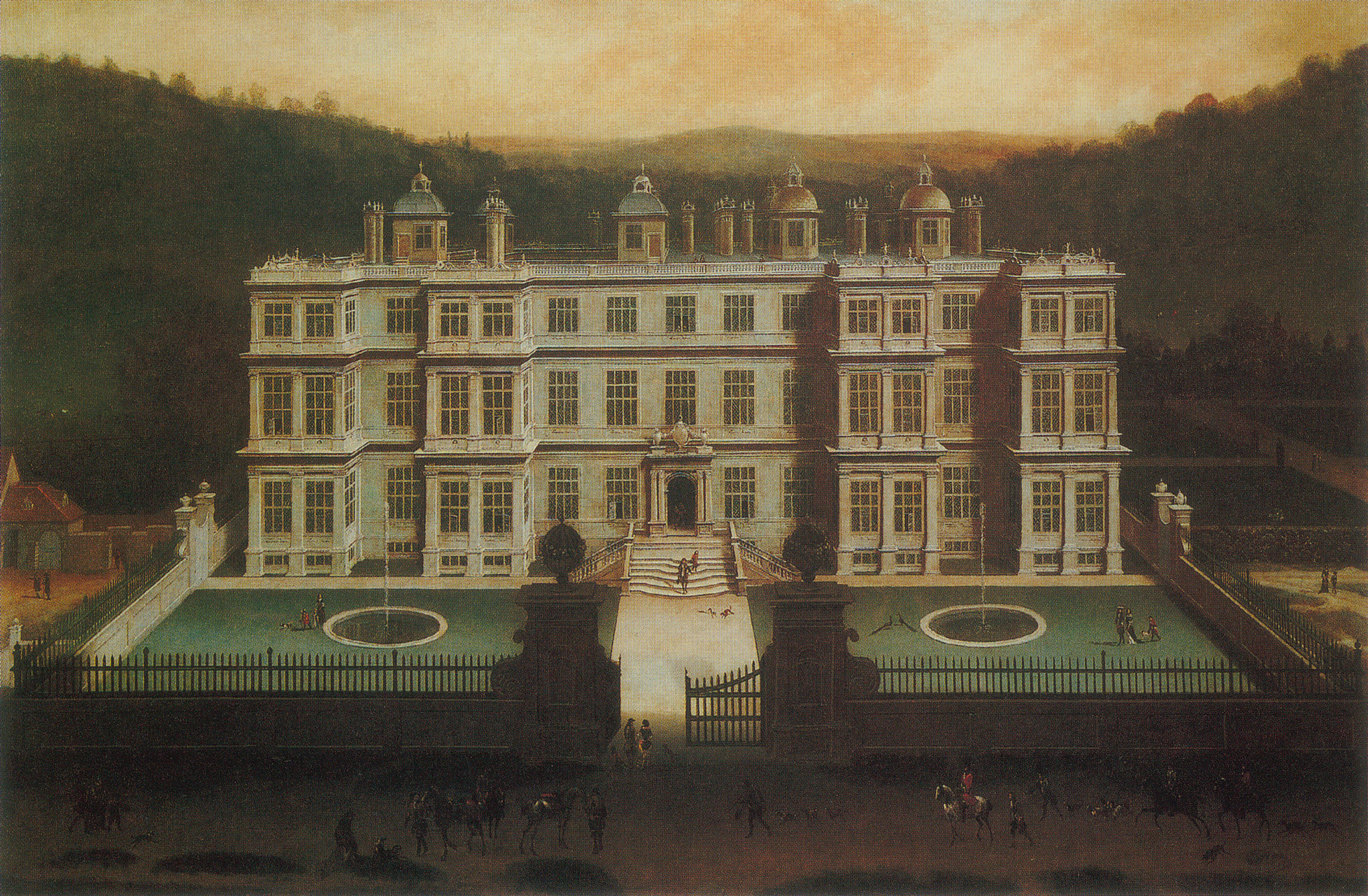
Вид на Лонглит, Ян Сиберехтс, 1675

Лонглит был куплен сэром Джоном Тином в 1541 году. Сэр Джон Тинн (1515—1580) купил Лонглит, который ранее был августинским монастырем. Он был строителем с опытом, накопленным во время работы над Сайон-хаусом, Бедвин-Бройлом и Сомерсет-хаусом. В апреле 1567 года первоначальный дом загорелся и сгорел дотла. Замена дома была фактически завершена к 1580 году. Адриан Гонт, Алан Мейнард, Роберт Смайтсон, граф Хартфорд и Хэмпфри Ловелл — все они внесли свой вклад в новое здание, но большая часть дизайна была работой сэра Джона.
Томас Тинн, 1-й виконт Уэймут (1640—1714), основал дома большую книжную коллекцию. Официальные сады, каналы, фонтаны и партеры были созданы Джорджем Лондоном со скульптурами Арнольдом Квеллином и Шевалье Давидом. Лучшая галерея, Длинная галерея, Старая библиотека и Часовня были добавлены благодаря Рену. Что изменилось больше всего, так это общая обстановка дома, поскольку Томас был увлечен идеей садов и, в частности, вдохновлен Версалем. Он нанял Джорджа Лондона, чтобы разбить обширный комплекс богато украшенных террасных цветочных клумб с симметричными дорожками и аллеями, чтобы создать декоративную обстановку в Лонглите, которая простиралась по большей части на восток, через лит (после того, как канал отвел «длинную лету»), и далее в то, что сейчас является сафари-парком. Вся семья, собравшись, пришла в восторг от домашних фруктов, которые должны были быть собраны в Лонглите.
Дом до сих пор используется как частная резиденция семьи Тинн. Виконтство Уэймута принадлежит маркизам Бат с 18 июня 1789 года. Александр Тинн, 7-й маркиз Бат (1932—2020), был художником и художником-фрескистом со склонностью к лабиринтам и лабиринтам (он создал лабиринт живой изгороди, лабиринт любви, солнечный лабиринт, лунный лабиринт и лабиринт короля Артура на территории отеля).

## Епископ Кен
Томас Кен (1637—1711), епископ Бата и Уэллса, когда Вильгельм Оранский и Мария лишили его сана епископа в 1691 году после того, как он отказался передать свою присягу на верность от Якова Стюарта на том основании, что однажды данная присяга не могла быть отменена, получил жилье в Лонглите и ренту в размере 80 фунтов от 1-го виконта Уэймута, друга со времен учёбы в Оксфорде.
Поселившись на верхнем этаже в Лонглите около двадцати лет, он оказал огромное влияние на Томаса Тинна, став тем, что некоторые могут описать как его совесть. Таким образом, Томас приобрел репутацию совершающего добрые дела, которые он сам считал достаточно спонтанными, но друзья его юности были склонны считать, что они были вдохновлены его набожным другом епископом. И в качестве примера такой доброжелательности, где-то между ними двумя, они основали школу лорда Веймута, ныне Уорминстерскую школу. Примечателен также тот факт, что часть Западного крыла была преобразована в часовню для ежедневного богослужения в семье. Не то чтобы его интерьер когда-либо соответствовал архитектурному убранству аналогичных часовен в других величественных домах, но в любом случае это было свидетельством того благочестивого духа, который преобладал в Лонглите в тот конкретный исторический период.
Живя в этом доме, епископ Кен написал многие из своих знаменитых гимнов, в том числе «Пробуди мою душу», и, когда он умер в 1711 году, завещал свою обширную библиотеку 1-му виконту.

## Ирландские поместья
Томас Тинн получил землю в Северной Ирландии после раздела земель в 1692 году, который произошёл в результате соглашения между наследниками двух дочерей Роберта Деверё, 2-го графа Эссекса. Граф Феррерс, внук леди Дороти, унаследовал её долю, а Томас Тинн, 1-й виконт Уэймут, унаследовал наследство леди Фрэнсис Деверё, старшей дочери графа, впоследствии маркизы Хартфорд и герцогини Сомерсет. Это разделение было неравномерным и в пользу лорда Уэймута. Однако лорд Уэймаут поступил великодушно, чтобы исправить эту несправедливость по отношению к графу Феррерсу.
В своей книге «Лонглит: история английского загородного дома» (Лондон, 1978) Дэвид Бернетт записывает (несколько неправдоподобно, но по свидетельствам архива поместья Бат): «… В 1694 году польский барон написал Томасу Тинну, 1-му виконту Уэймуту, с просьбой предоставить ему в аренду 4000 акров (16 км2) и ирландский город-поместье Каррикмакросс, чтобы расселить 200 протестантских семей из Силезии. Томас согласился, но соглашение было расторгнуто, когда барон объявил о своем намерении снести город и перестроить его в польском стиле».
Томас Тинн послал своему ирландскому агенту инструкции по строительству начальной школы виконта Уэймута в Каррикмакроссе. «Я намерен построить здание школы и сделать из него удобный дом, который привлечет ученых и принесет пользу городу; поэтому древесина должна быть дубовой». Но Томас был заочным арендодателем, и прошло десять лет, прежде чем он обнаружил, что его агент присвоил строительный фонд и отремонтировал существующее здание. В конце концов школа была построена, и её учебная программа включала «Ораторское искусство, добродетель, изучение [и] древностей». Строгий язык её девятого устава гласил: «Учитель должен тщательно расспрашивать о тех, кто сломает, порежет или испортит или каким-либо образом злоупотребит партами, формами, стенами или окнами этой школы, и всегда будет наносить открытое наказание всем таким нарушителям». В отличие от Уорминстерской школы, эта школа закрылась в 1955 году.
1-й виконт Уэймут скончался в 1714 году, не оставив потомства мужского пола, и завещал свои поместья своему внучатому племяннику Томасу Тинну (1710—1751), предку маркизов Бат. Роберт Ширли, 1-й граф Феррерс, умер в 1717 году. Его поместье, по соглашению, перешло в равных долях к его четырём сыновьям: Роберту, Джорджу, Сьюаллису и Джону Ширли. Из них выжил только Джордж, и, поскольку остальные умерли, не оставив потомства, все поместье перешло к нему. Он был дедом братьев Ширли, Горацио Генри и Эвелин Филиппа, владельцев западной части Фарни в XIX веке. Ширли отсутствовали, проводя большую часть своего времени в Эттингтоне в Уорикшире. Примерно в 1750 году они построили дом недалеко от Каррикмакросса для своих случайных визитов. Только в 1826 году внук Роберта, Эвелин Джон Ширли, заложил фундамент особняка, достойного семьи, и поместья недалеко от берегов Лох-Фе.

## Семья
До 1672 года Томас Тинн женился на Фрэнсис Финч (? — 17 апреля 1712), дочери Хениджа Финча, 3-го графа Уинчилси, и леди Мэри Сеймур. У супругов были следующие дети:
- Уильям Тинн
- Генри Тинн (8 февраля 1675 — 20 декабря 1708). Был женат на Грейс Строде (? — 1725), от брака с которой у него было две дочери
- Джеймс Тинн (? — сентябрь 1704)
- Фрэнсис Тинн (род. 31 октября 1673), с 1690 года замужем за сэром Робертом Уорсли, 4-м баронетом (ок. 1669—1747)